# Remigia detersa
Remigia detersa är en fjärilsart som beskrevs av Walker 1865. Remigia detersa ingår i släktet Remigia och familjen nattflyn. Inga underarter finns listade.